# Frank Oppermann

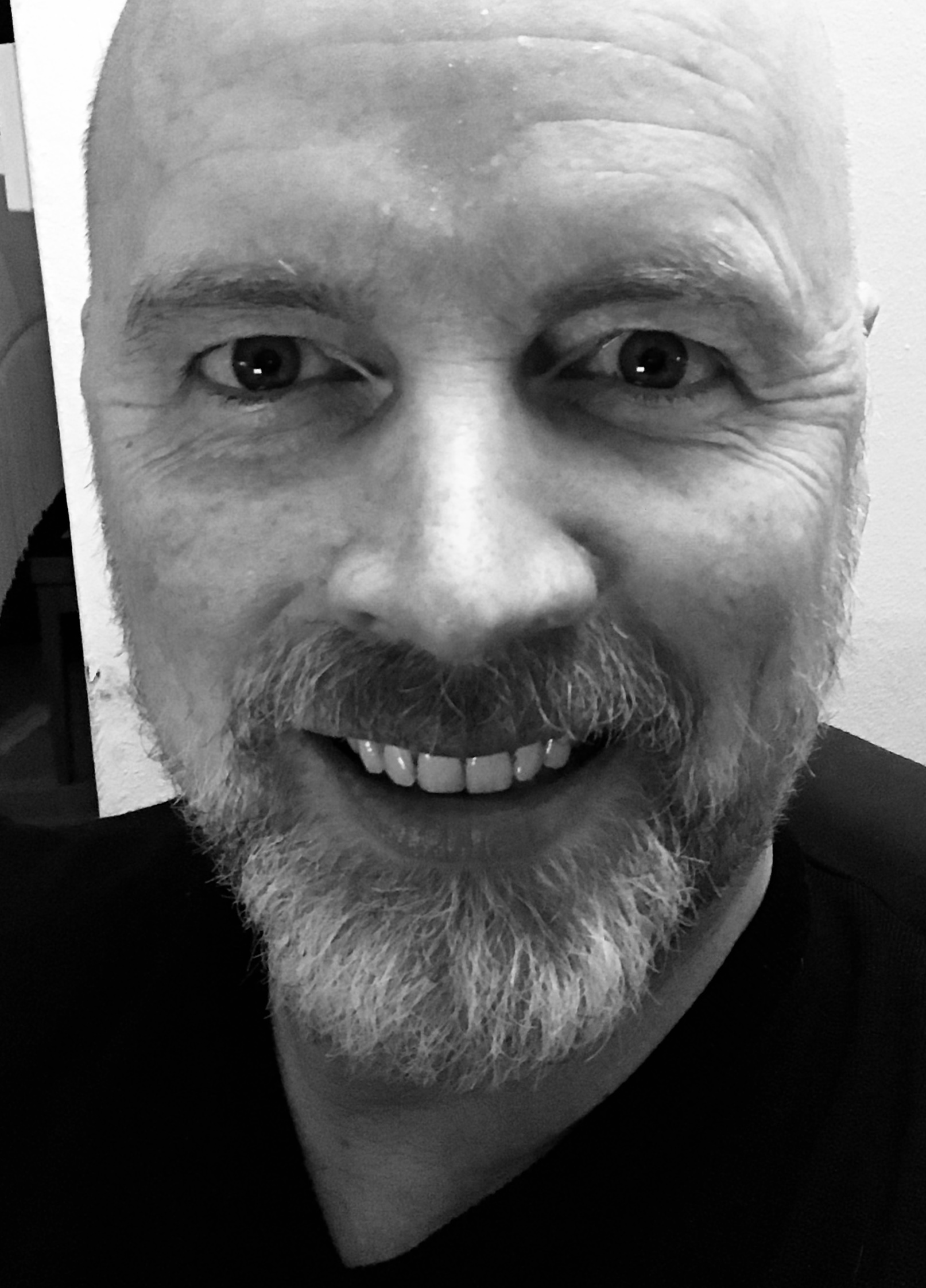
Frank Oppermann

Frank Oppermann (* 19. Mai 1966 in Brühl bei Köln) ist ein deutscher Musicaldarsteller, Schauspieler, Regisseur, Sänger und Theaterleiter.

## Leben
Frank Oppermann ließ sich von 1991 bis 1995 an der Folkwang Universität der Künste in Essen zum Diplom Bühnendarsteller ausbilden. In seinem Hauptfach Gesang war er Schüler bei Kammersängerin Catherine Gayer. Im Fach Schauspiel wurde er von Werner Wölbern unterrichtet. Schon im letzten Jahr des Studiums wurde er für sein erstes Engagement an das Theater Neu-Ulm verpflichtet. Seither spielte er zahlreiche Haupt- und Nebenrollen in Stücken wie The Rocky Horror Show, Cabaret, West Side Story oder Der Mann von La Mancha.
1996 war er Gründungsmitglied des Ensembles Kabarett-Theater Neu-Ulm. Im gleichen Jahr wurde er für ein Pop-Projekt der EMI Electrola unter dem Pseudonym Candyboy mit der Technoversion von Kein Schwein ruft mich an verpflichtet und war damit auf der Bravo-Hits CD Nr. 14 vertreten.
Von 2016 bis 2018 war er festes Mitglied des Ensemble Phoenix Bühnenspielgemeinschaft in Köln, des ehemaligen Theater die Baustelle und von 2017 bis Januar 2018 kaufmännischer Leiter des Ensembles und seiner neuen Spielstätte des Urania Theaters in Köln-Ehrenfeld.
Bereits seit 2016 bemühte sich Oppermann um die Nachfolge von Walter Ullrich im Kleinen Theater Bad Godesberg. Nachdem erste Verhandlungen in Verbund mit zwei anderen Partnern im Januar 2018 gescheitert waren, hat er sich im Mai 2018 alleine innerhalb der Ausschreibung durch die Stadt Bonn um die Pacht des Kleinen Theaters beworben. Am 27. Februar 2019 bekam Oppermann den Zuschlag. Er ist seit dem 1. Juli 2019 Theaterleiter des Kleinen Theaters in Bad Godesberg und setzt damit die über 60-jährige Theatergeschichte fort.

## Theater (Auswahl)
- 1994: Stephen Sondheim: Company – Regie: Steve Ray (FUdK, Essen)
- 1994: Mitch Leigh: Der Mann von La Mancha (Juan) – Regie: Jürgen Schwalbe (Junges Theater Casanova, Theater und Philharmonie Essen)
- 1995: Richard O’Brien: The Rocky Horror Show (Frank N. Furter) – Regie: Thomas Dietrich (Theater Neu-Ulm)[5]
- 1996: John Kander/Fred Ebb/Joe Masteroff: Cabaret (Conférencier) – Regie: Thomas Dietrich (Theater Neu-Ulm)
- 1996: Leonard Bernstein/Sondheim: West Side Story (Tony)- Regie: Ralf Milde (Theater Ulm)
- 1997: Jacques Offenbach: La Périchole – Regie: Peter Siefert (Theater Bonn)
- 2015: Kubik: Diva Colonia – Regie: Kalle Kubik (Oper Köln/Cäcilia Wolkenburg)
- 2016: Kubik: Janz schön jeheim – Regie: Kalle Kubik (Oper Köln/Cäcilia Wolkenburg)
- 2016: Mitch Leigh: Der Mann von La Mancha (Dr. Carrasco) – Regie: Bettina Montazem (Ensemble Phoenix, Köln)
- 2016: Bettina Montazem: Zur alten Liebe (Jamie Olivier Cook) – Regie: Bettina Montazem
- 2017: Wenzel: Circus Colonia (Conférencier) – Regie: Lajos Wenzel (Oper Köln/Cäcilia Wolkenburg)
- 2018: Wenzel: Die Rache von Melaten (Jupp Schimmerich) – Regie: Lajos Wenzel (Oper Köln/Cäcilia Wolkenburg)
- 2018: Heine/Oppermann: Heinrich Heine – Das Düsseldorfprojekt (Simon van Geldern) – Regie: Frank Oppermann (Die Genussprojekte)
- 2019: Wenzel: Offenbach (Ludovic Halévy) – Regie: Lajos Wenzel (Oper Köln/Cäcilia Wolkenburg)
- 2019: Heidecke: ABRAHAM – ein Leben für die Operette (Paul Abraham) – Regie: Stefan Krause (Kleines Theater Bad Godesberg)
- 2019: Bernard Slade: Nächstes Jahr, gleiche Zeit – Regie: Frank Oppermann (Kleines Theater Bad Godesberg)
- 2020: Lionel Goldstein: Ann & Debbie (DSE) – Regie: Frank Oppermann (kleines theater Bad Godesberg)
- 2021: Tom Jones / Harvey Schmidt: The Fantasticks (Bellomy) – Regie: Stefan Krause (kleines theater Bad Godesberg)
- 2021: Krause: Bobby Darin – a tribute (Bobby Darin) – Regie: Stefan Krause (kleines theater Bad Godesberg)
- 2022: Bohnet/Alexy: Tango unterm Regenbogen – Regie: Frank Oppermann (kleines theater Bad Godesberg)
- 2022: Florian Scheibe: Sex and Breakfast (UA) – Regie: Frank Oppermann (kleines theater Bad Godesberg)
- 2022/2023: John Kander/Fred Ebb/Joe Masteroff: Cabaret (Conférencier) – Regie: Stefan Krause (kleines theater Bad Godesberg)
- 2023: Werner Bauer: Der Duft von Wirklichkeit (Albert) – Regie: Werner Bauer (kleines theater Bad Godesberg)
- 2023: Peter Stone/Maury Yeston: Titanic (Isidor Straus) – Regie: Till Kleine-Möller (Theater- und Konzerthaus Solingen)
- 2023: Florian Scheibe: Fleisch (UA) – Regie: Frank Oppermann (kleines theater Bad Godesberg)
- 2023: Peter Quilter: Am Ende des Regenbogens – Regie: Frank Oppermann (kleines theater Bad Godesberg)
- 2024: Andrew Lloyd-Webber: Tell me on a sunday – Regie: Frank Oppermann (kleines theater Bad Godesberg)
- 2023: John Patrick Shanley: Zweifel (Vater Flynn) – Regie: Dustin Smailes (kleines theater Bad Godesberg)

## Filmografie (Auswahl)
- 1996 ZDF Gesundheitsmagazin
- 2017 RTL „Die Schulexperten“
- 2019 Pastewka Staffel 9, 10 Folgen[6]